# Bundesstraße 417
Die deutsche Bundesstraße 417 (Abkürzung: B 417) führt von Nassau (Lahn) über Limburg an der Lahn nach Wiesbaden. Der Abschnitt von Limburg bis Taunusstein-Neuhof ist seit alters her unter dem Namen Hühnerstraße bekannt. Das letzte Teilstück ab Neuhof bis Wiesbaden, das bei der Platte über den Taunushauptkamm führt, ist die Platter Straße.

## Verlauf
Die Straße zweigt in Nassau am linken Lahnufer von der Bundesstraße 260 „Bäderstraße“ ab, überquert die Lahn und wendet sich am rechten Lahnufer flussaufwärts. Bei Laurenburg verlässt sie das Lahntal nordwärts und führt durch einige Dörfer nach Diez, überquert dort die Lahn erneut und umfährt die Altstadt seit 2022 durch den neu gebauten Geisenbergtunnel. Anschließend vereinigt sie sich mit der Bundesstraße 54 und führt weiter nach Limburg an der Lahn. Dort trennt sie sich von der B 54, vereinigt sich mit der B 8 und unterquert gemeinsam mit ihr in dem vierspurigen Schiedetunnel die Bahnanlagen. Kurz vor der Anschlussstelle Limburg-Süd trennt sie sich von der B 8 und wendet sich nach rechts direkt nach Wiesbaden.
Der folgende Abschnitt der B 417, die Hühnerstraße, weist ab dem Limburger Stadtteil Linter bis Wiesbaden nur noch eine einzige kurze Ortsdurchfahrt durch Kirberg auf und stellt damit eine streckenmäßig kürzere Alternativroute zur Fahrt über die A 3/A 66 dar. Die Strecke wird abschnittsweise von mehreren Regionalbus- und einer Schnellbuslinie befahren.
Der Taunussteiner Ortsteil Neuhof wird seit Dezember 1998 auf einer Umgehungsstraße umfahren. Nach der Abzweigung nach Taunusstein-Wehen steigt die B 417 in einem dreispurigen Abschnitt (zwei Spuren bergwärts, eine Spur talwärts) auf den Taunuskamm an, den sie am Jagdschloss Platte auf 500 m Höhe erreicht, dem höchsten Punkt der gesamten Straße. Von hier aus fällt sie ebenfalls dreispurig nach Wiesbaden ab und endet dort am Dürerplatz, wo sie nach Diez/Limburg erneut auf die B 54 trifft.

## „Hühnerstraße“
Die Bezeichnung Hühnerstraße für die Altstraße im westlichen Hintertaunus ist eigentlich eine Verballhornung von Hünerstraße. Sie darf jedoch nicht verwechselt werden mit der weiter östlich von Oberursel bis Weilmünster durch den Taunus führenden Hünerstraße. Die historische Hühnerstraße gehörte mit der Hessenstraße und der Rennstraße zu dem alten Wege- und Straßennetz im Taunus aus der keltisch-römischen Zeit. Sie führt durch die beiden Großgemeinden Hünfelden und Hünstetten, deren Ortsnamen während der Gebietsreform in Hessen in den 1970er Jahren entstanden und sich auf die Lage der Gemeinden an dieser Fernstraße beziehen. An der Kreuzung der Hühnerstraße mit der Landesstraße von Hünstetten-Wallbach nach Hünstetten-Limbach liegt das Hofgut Hühnerkirche, auf dem vor Jahrhunderten ein Gotteshaus stand und seit der Reformation in dieser Gegend eine Gastwirtschaft betrieben wird.

## Touristische Bedeutung

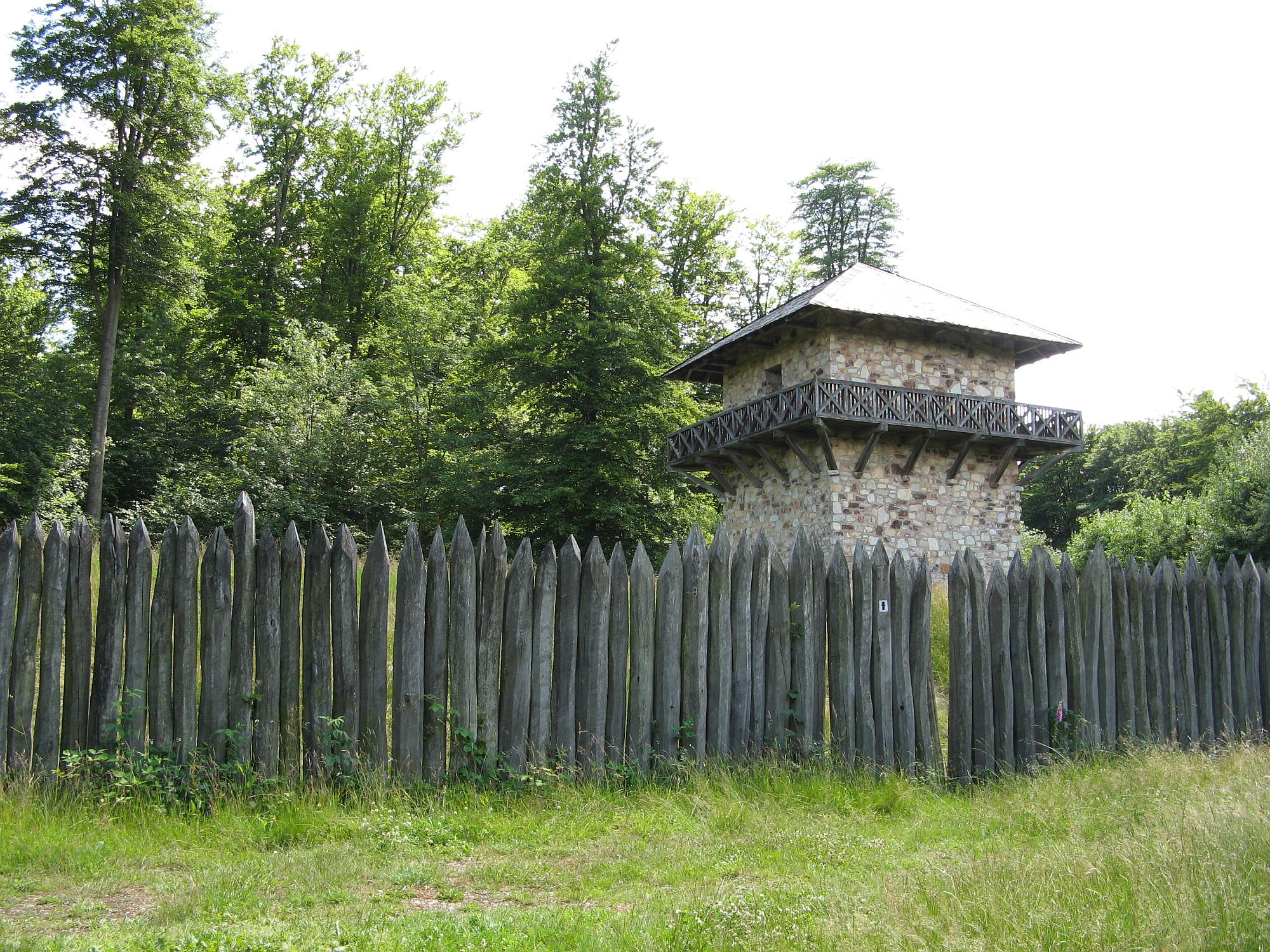
Der rekonstruierte Teil des Limes bei Orlen an der B 417

In Nassau befindet sich die Stammburg des Hauses Nassau hoch über der Lahn. Ab dort bildet die Straße die Lahn-Ferien-Straße flussaufwärts bis Laurenburg. In Diez steht das Grafenschloss Diez und das Schloss Oranienstein. Dann folgt Limburg mit Dom, Altstadt und Lahnbrücke.
Im Bereich der Abfahrt nach Orlen überquert die Straße die ehemalige römische Grenzanlage Limes. Ein Teil der Grenzanlage aus Palisaden, Graben, Wall und Wachturm wurde wiederhergestellt und ist von der Straße aus zu sehen. An dieser Stelle befand sich das Kastell Zugmantel.